# Devil's Paradise (Inna)
Devil's Paradise è un brano musicale della cantante rumena Inna. 
Il medesimo è stato reso disponibile in download digitale dal 8 settembre 2014 ed estratto come terzo singolo promozionale dal quarto album della cantante, Inna.

## Il brano
Devil's Paradise è un brano dance pop dal ritmo Ballad che ha una durata di tre minuti e quarantadue scecondi. È stato scritto da Andrew Frampton, Breyan Isaac, Inna e Thomas Joseph Rozdilsky mentre la produzione è stata fatta dai Play & Win.
Il brano ha avuto critiche positive, per la sua semplicità e il suo ritmo soave.

## Tracce
Download digitale
Testi e musiche di Andrew Frampton, Breyan Isaac, Inna e Thomas Joseph Rozdilsky; edizioni musicali Global Records.
1. Devil's Paradise – 2:16